# Thủy điện Xe-Pian Xe-Namnoy
Thủy điện Xe-Pian Xe-Namnoy hay Thủy điện Xe Pian - Xe Namnoy là thủy điện xây dựng trên cao nguyên Bolaven ở thượng nguồn các sông Xe Namnoy, Xe Pian và Houay Makchan, trên vùng đất các tỉnh Attapeu và Champasack, CHDCND Lào .
Thủy điện có công suất lắp máy 410 MW.
- Hoàn thành nghiên cứu khả thi tháng 11/2008.
- Khởi công xây dựng tháng 2/2013.
- Dự kiến hoàn thành và vận hành cuối năm 2018, nếu không có vụ đập vỡ vào tháng 7/2018.[3]

Xe Namnoy, Xe Pian và Houay Makchan là phụ lưu của Xê Kông trong mạng lưới sông Mê Kông.

## Chỉ dẫn
1. ↑  Trong tiếng Lào-Thái "Nam" (Nậm) có nghĩa là nước, sông, suối; "Houay" (Huay, Huổi) có nghĩa là suối.
Trong tiếng một số dân tộc ở Nam Lào - Đông bắc Campuchia - Tây Nguyên Việt Nam "Xe"/"Se" (Xê/Sê) có nghĩa là sông.